# Dictyophara compacta
Dictyophara compacta är en insektsart som beskrevs av Rauno E. Linnavuori 1962. Dictyophara compacta ingår i släktet Dictyophara och familjen Dictyopharidae. Inga underarter finns listade i Catalogue of Life.